# Reality Show (Gemelli DiVersi)
Reality Show è il quarto album in studio dei Gemelli DiVersi, pubblicato il 22 ottobre 2004.
Reduci dal grande successo di Fuego, con questo album i Gemelli DiVersi si confermano sulla cresta dell'onda della musica italiana.
Nel 2005 venne pubblicata un'edizione Dualdisc. Un lato di questo disco doppio è un cd audio, mentre l'altro contiene i tre video dei tre singoli più tre canzoni estratte dal live del 28 aprile 2005 all'Alcatraz di Milano.
Grido è l'autore della copertina dell'album, recante un grattacielo con le ombre dei componenti del gruppo e un treno con la scritta "GDV" sulla fiancata.

## Temi
I temi trattati in quest'album sono l'amore, del quale si parla in modo romantico e puro; il divertimento, che ha sempre accompagnato lo stile della band, con musica molto ritmata nella quale si sente la voglia di ballare e di divertirsi; la periferia, il non volersi staccare dalle proprie origini, parlando della difficile vita nella periferia; e ancora c'è una forte critica, a volte esplicita, a volte nascosta sotto versi ironici, verso il mondo dell'apparire, il mondo televisivo dove non è chi ha talento ad emergere, ma chi ha raccomandazioni: c'è anche la critica alla finzione in tv, che è praticamente il tema principale dell'album (come da titolo "Reality Show").

## Tracce
1. Il giro del mondo – 2:50
2. Reality Show – 3:43
3. A Chiara piace vivere – 4:25
4. Un altro ballo – 4:06
5. La reginetta di fine anno (Skit) – 2:22
6. Splendida bugiarda – 4:35
7. Prima o poi – 4:25
8. Il sorriso di una donna – 4:02
9. Un giorno di sole – 4:32
10. El matador – 3:59
11. Intervallo in si minore (Skit) – 1:00
12. Il ragazzo della porta accanto – 4:14
13. Stai lontana da me – 5:01
14. Fotoricordo – 3:57
15. TGDV (Skit) – 0:34
16. Portocervo – 3:25
17. Brividi – 4:41
18. Avanti un altro – 5:07
19. Gente di periferia – 3:45

## Formazione
- Strano – voce
- Thema – rapping
- Grido – rapping
- THG – Producer

### Altri musicisti
- Giacomo Godi - tastiere
- Giancarlo Briori - fisarmonica
- Angela Baggi - cori
- Elena Rosselli - cori
- Giorgio Valerio (baritono) - voce in El Matador